# Cytocanis
Cytocanis là một chi bướm đêm thuộc họ Noctuidae.